# Museum der Schwalm
Das Museum der Schwalm im Steinernen Haus am Paradeplatz in Schwalmstadt-Ziegenhain beherbergt eine volkskundliche Sammlung zum Gebiet der Schwalm und der Kultur dieser Region. Ferner widmet sich das Museum der Archäologie und der Stadtgeschichte Ziegenhains und Umgebung. 
Das Museum der Schwalm wird vom Schwälmer Heimatbund e.V. getragen. 

## Geschichte des Museums
Die Anfänge der Sammlungstätigkeit liegen im Jahre 1911, als erste Gegenstände von Heinrich Schwalm und Harry Heußner in Verbindung mit dem Knüllgebirgsverein zusammengetragen wurden. Diese erste Sammlung wurde zunächst im Landratsamt in Ziegenhain untergebracht. Der Erste Weltkrieg unterbrach die Aktivitäten. Erst 1920 konnte der Knüllgebirgsverein die Tätigkeiten mit der Unterstützung des Kreises Ziegenhain durch Günther von Steinau-Steinrück und Hermann Witkugel fortsetzen. Da sich die Räume im Landratsamt als langfristig ungeeignet herausstellten, wurden in einem Gebäude in der Wiederholdstraße zwei Räume angemietet. Am 13. Oktober 1927 öffnete das Museum schließlich zum ersten Mal seine Türen für die Öffentlichkeit. Schon bald musste man sich aber aus Platzgründen nach einer neuen Möglichkeit umsehen und das Museum zog in das Haus am Grenzebacher Tor in der Muhlystraße um, wo insgesamt sechs Räume zur Verfügung standen. Mit dem Erwerb des Steinernen Hauses am 11. Juni 1938 bot sich an, das Museum dort unterzubringen. Während des Zweiten Weltkrieges wurden die Bestände magaziniert, da das Haus als Wohnraum genutzt wurde.

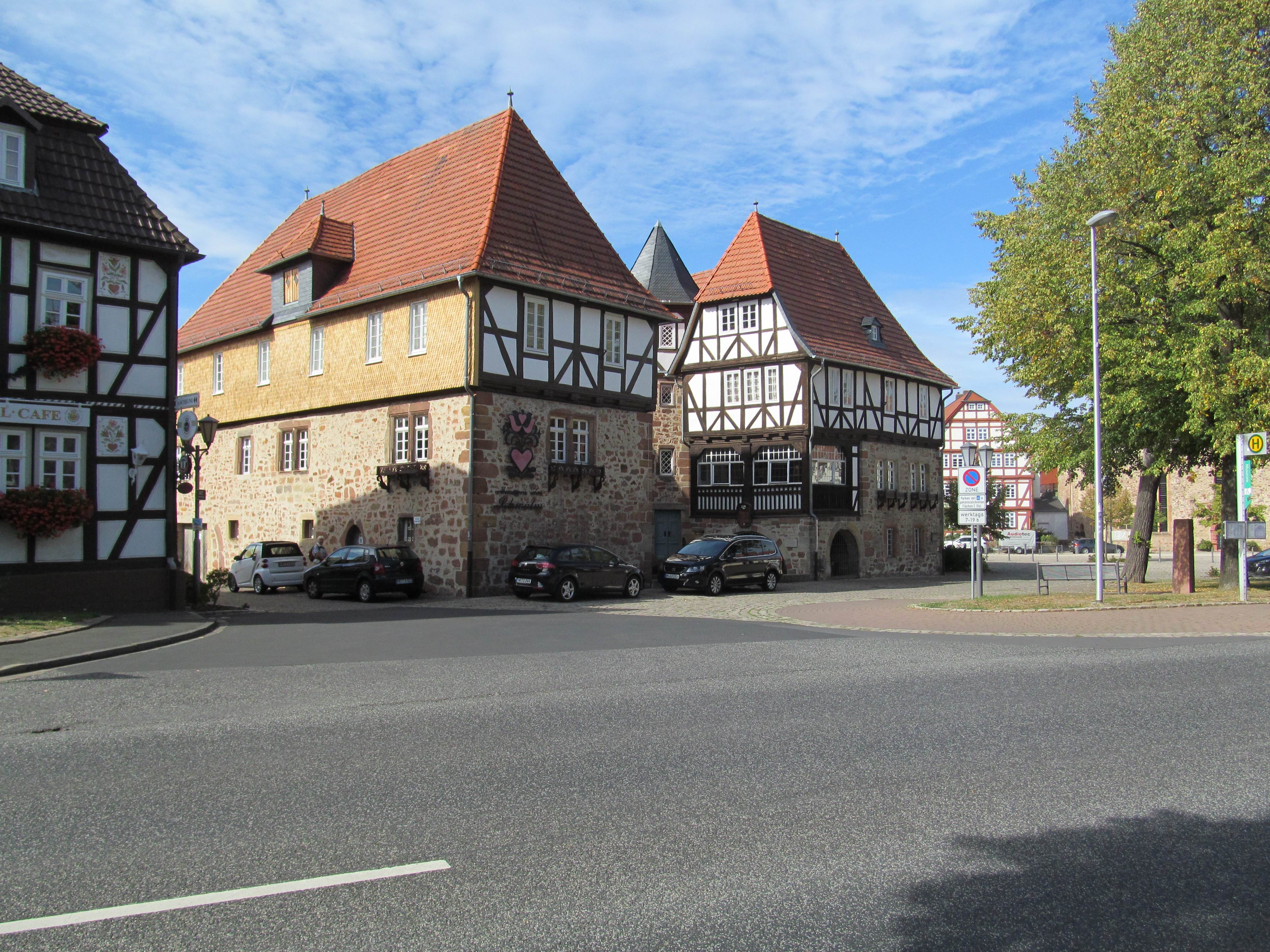
Das Steinerne Haus

Mit der Gründung des „Schwälmer Heimatbundes e.V.“ im Jahre 1949 fand das Museum der Schwalm seinen endgültigen Träger und so konnte am 19. Juni 1949 die Wiedereröffnung stattfinden, zunächst mit zwei Ausstellungsräumen. Heute steht der Einrichtung das gesamte Gebäude zur Verfügung.

## Gebäude
Das sogenannte „Steinerne Haus“ entstand aus dem 1363 durch Werner II. von Falkenberg erworbenen Burgmannensitz der Herren von Falkenberg. Es wurde von 1659 bis 1661 für den damaligen Ziegenhainer Festungskommandanten Jakob von Hoff umgebaut. Es handelt sich um eine Dreiflügelanlage mit Treppenturm. 1938 erwarb der Kreis Ziegenhain das Steinerne Haus, und dort fand das Museum der Schwalm seine endgültige Unterbringung.

## Abteilungen

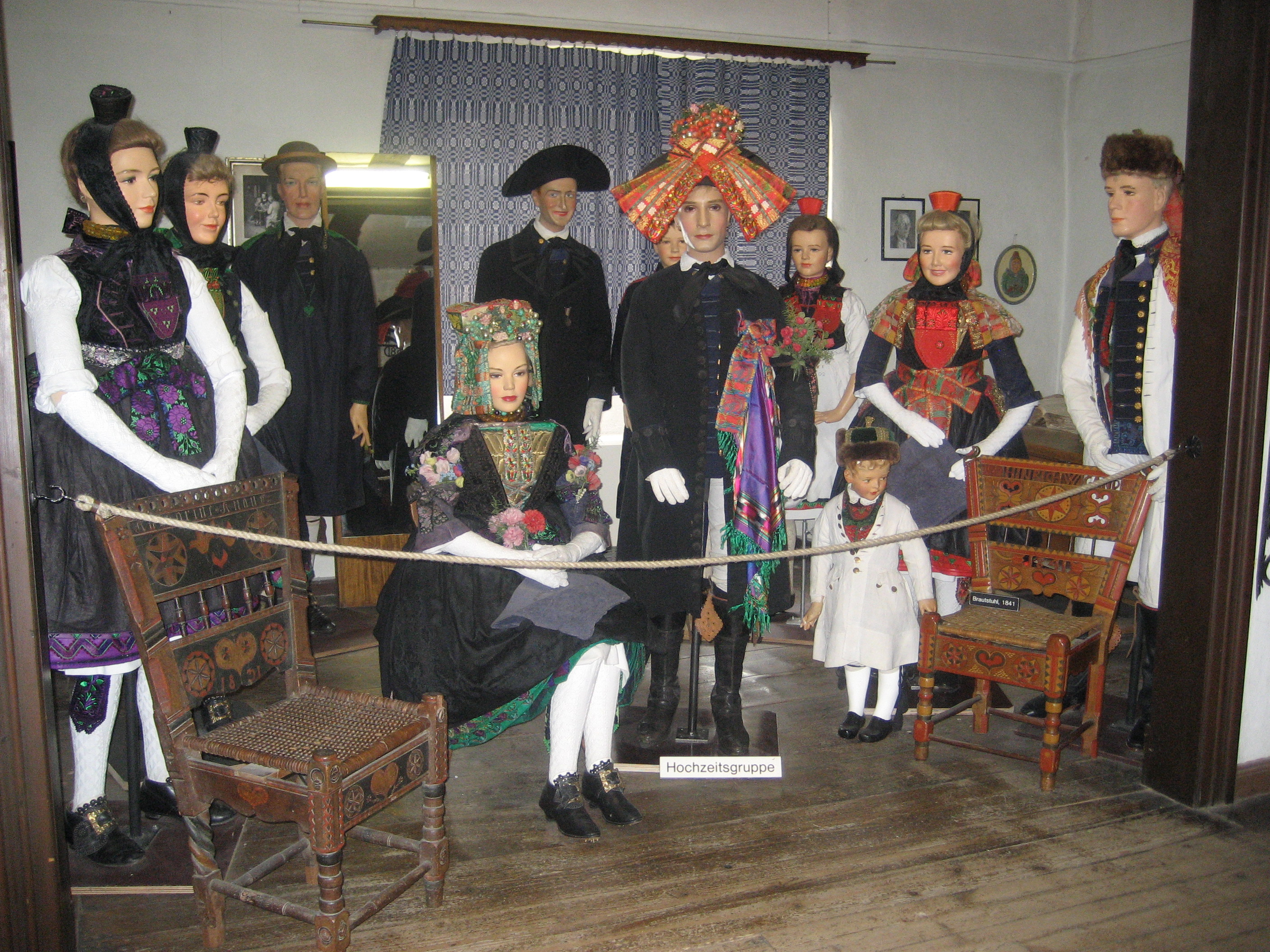
Hochzeitsgruppe

### Volkskunde und Tracht
Der Schwälmer Tracht wird besondere Aufmerksamkeit gewidmet. Sowohl an lebensgroßen Figurengruppen und anhand zahlreicher Einzelstücke erlebt man die Vielfalt der je nach Anlass und Alter unterschiedlich gestalteten ländlichen Bekleidung. Dazu gehört auch eine große Auswahl an Schwälmer Weißstickerei aus drei Jahrhunderten, die permanent in der Ausstellung zu sehen sind. In der rekonstruierten Töpferwerkstatt zeigt das Museum die in der Region gebräuchliche Keramik und Töpferware. In einer nachgebauten Schusterwerkstatt werden Werkzeuge und Schwälmer Schuhe präsentiert. Ein Raum ist der Flachsverarbeitung gewidmet und zeigt die verwendeten Werkzeuge von der Breche bis zum Webstuhl. Einen Eindruck von der Wohnkultur in der Schwalm um 1900 vermitteln die Küche und die Schlafstube. 

### Wasserfestung und stadtgeschichtliche Abteilung
Philipp der Großmütige ließ Ziegenhain von 1537 bis 1542 zur Festung ausbauen. Das Museum beherbergt ein Modell der Wasserfestung Ziegenhain, das nach Plänen aus dem 18. Jahrhundert nachgebaut wurde und den Zustand der Festung nach der Beschießung von 1761 zeigt. In einem angrenzenden Raum finden sich Exponate zur Festungsgeschichte. 

### Vor- und Frühgeschichte / Geologie
In der frühgeschichtlichen Abteilung befindet sich die Sammlung aus der Altsteinzeit von Dr. h. c. Adolf Luttropp, sowie Waffen, Werkzeuge, Geräte und Keramik aus verschiedenen Kulturepochen, die im Kreis Ziegenhain gefunden wurden. In der geologischen Sammlung befindet sich u. a. eine Kopie des Meteoriten von Treysa, der 1916 bei Rommershausen niederging.

## Weitere Bestände
1981 erwarb das Museum Radierungen des Willingshäuser Malerkreises.

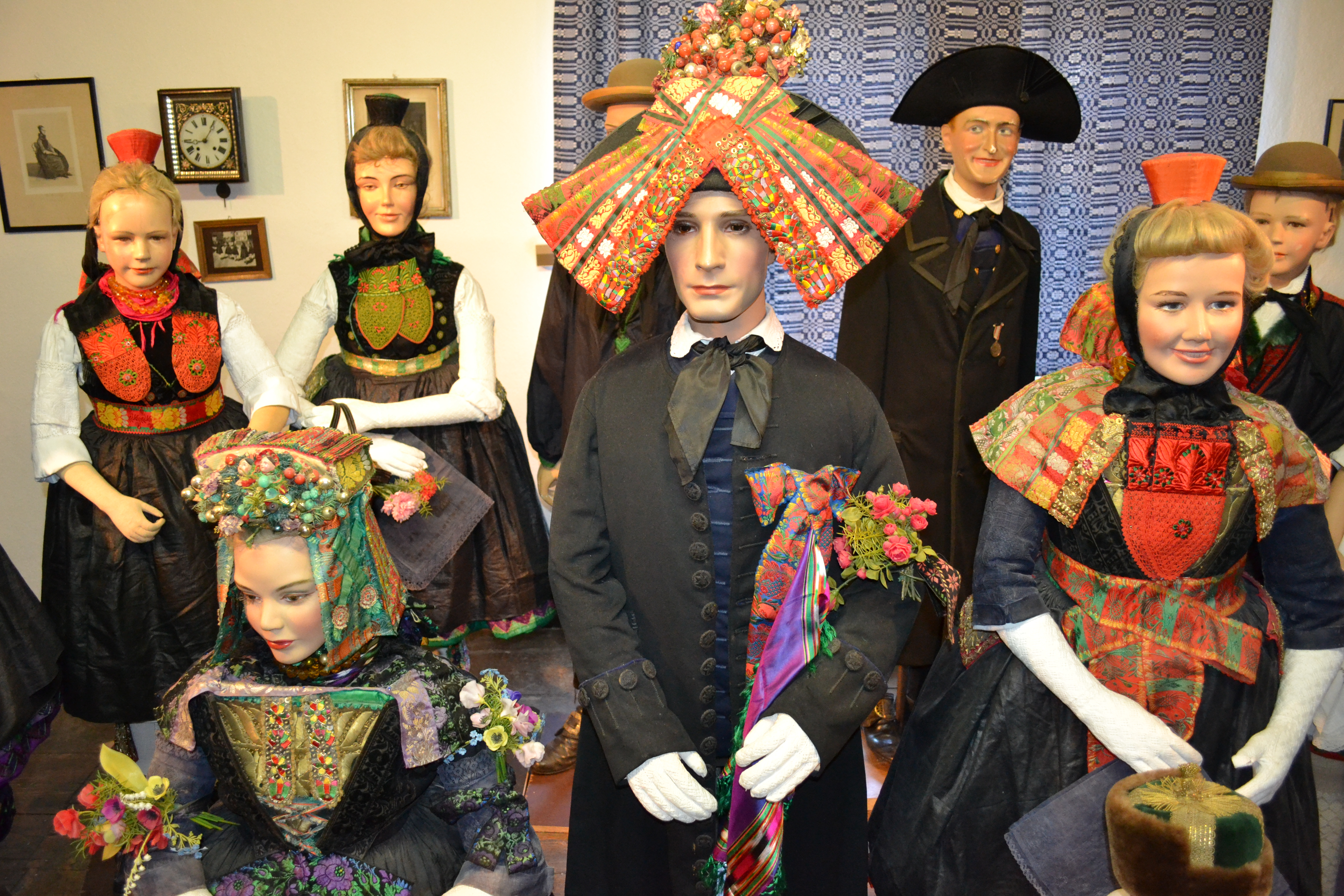
Hochzeitsgruppe
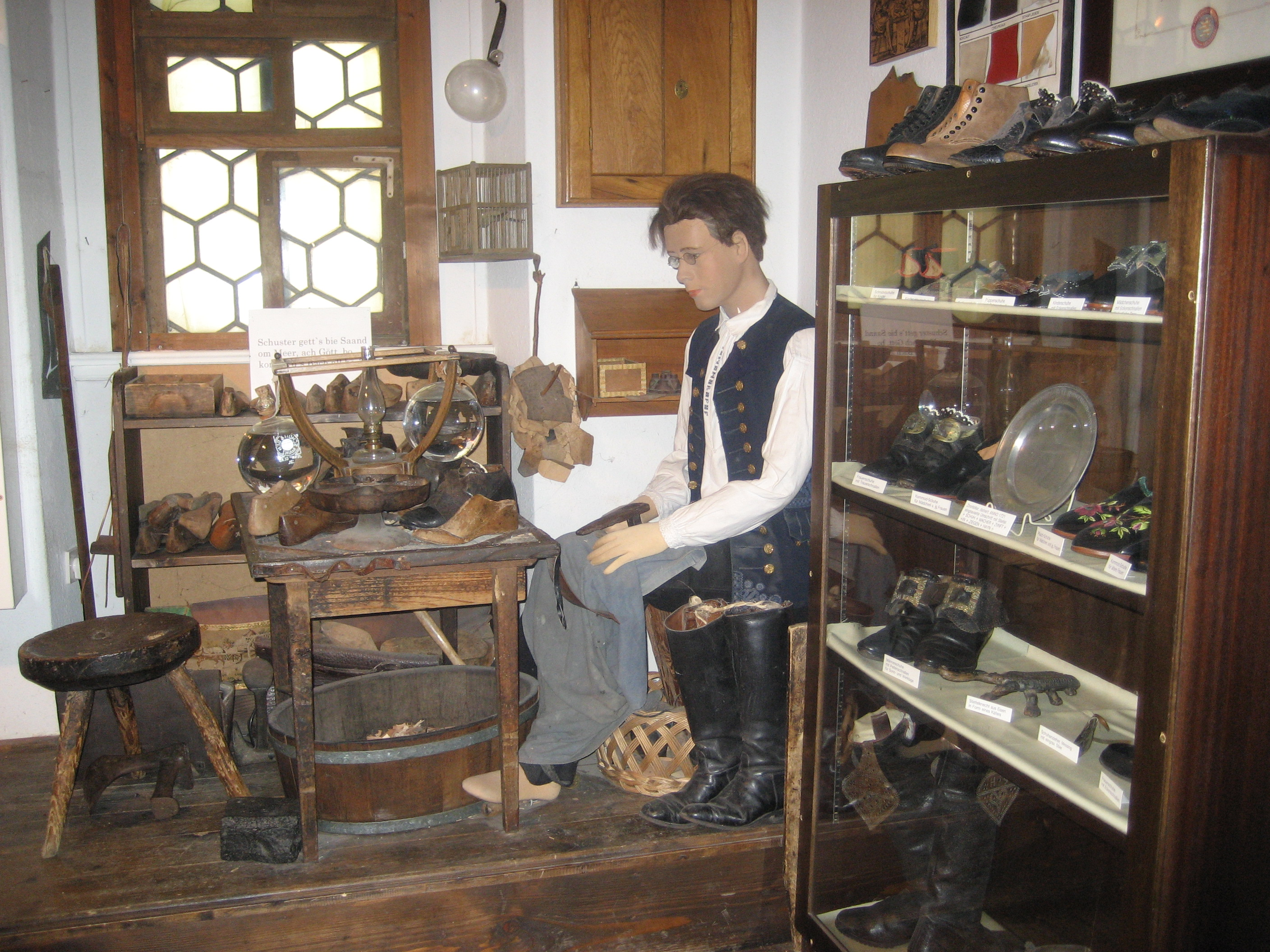
Schusterwerkstatt
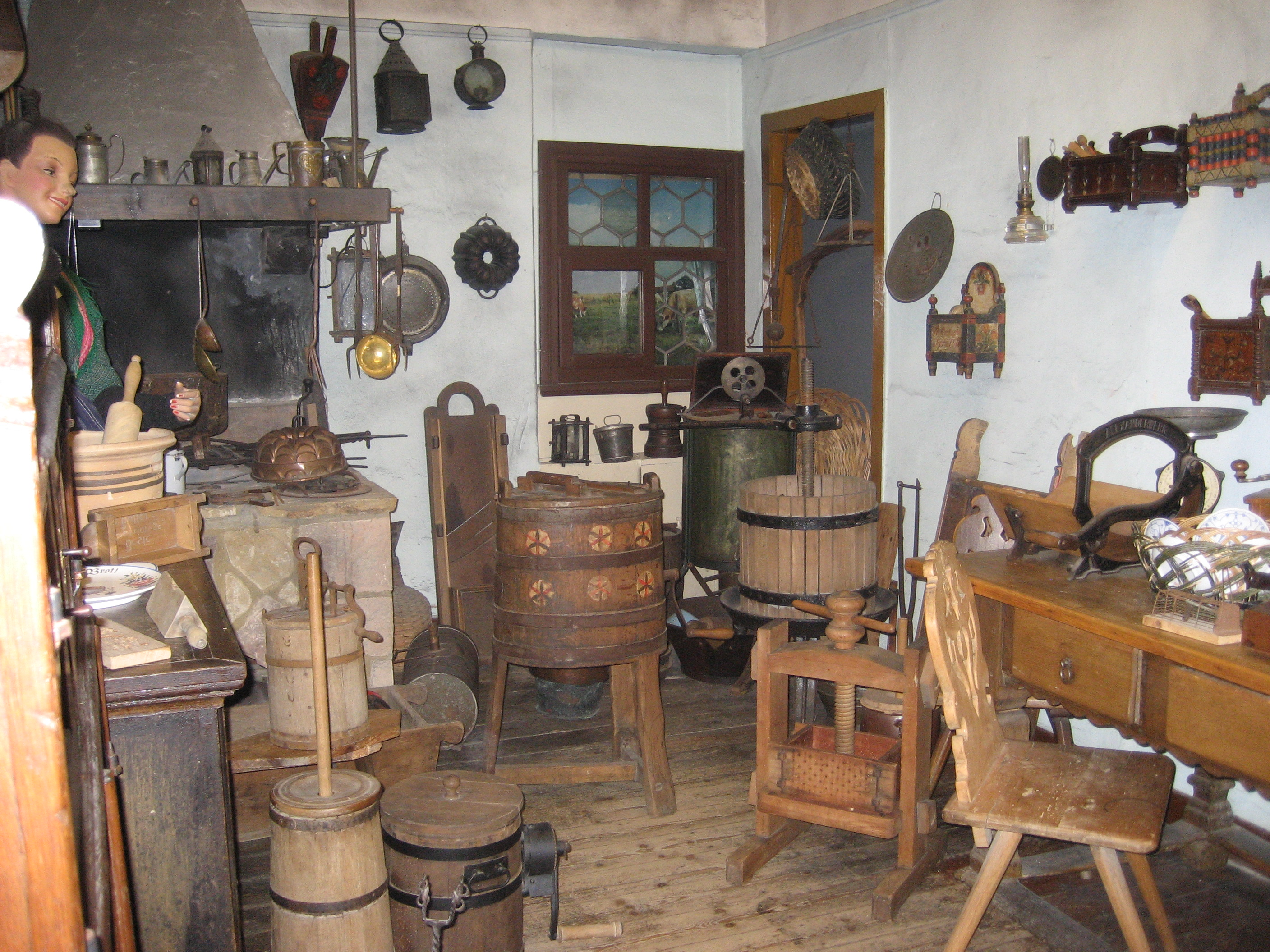
Bäuerliche Küche um 1900
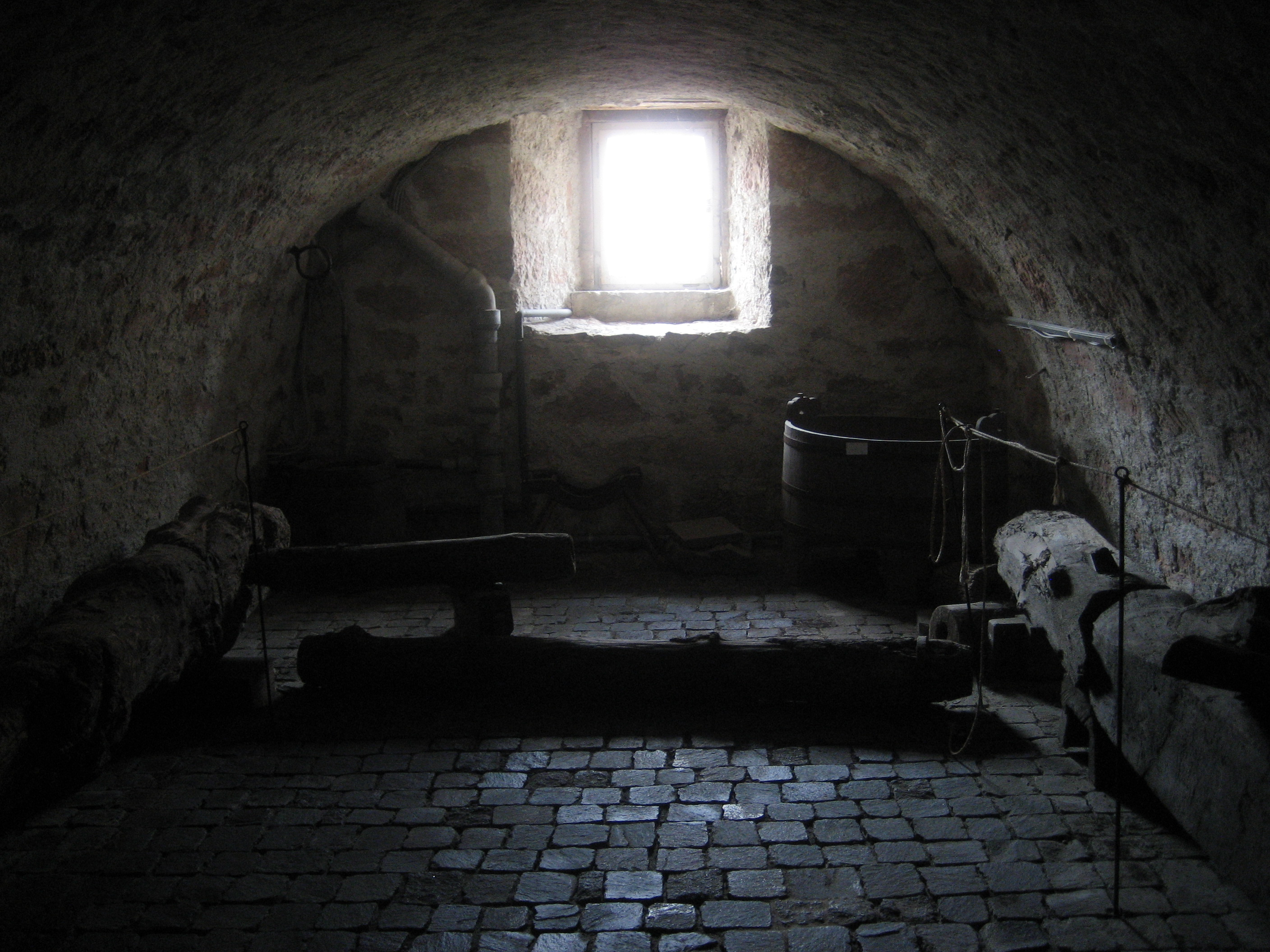
Verlies im Keller